# Redon
Redon er en by og kommune i Ille-et-Vilaine departmentet i Bretagne i det nordvestlige Frankrig.